# The Duellists
The Duellists (bra: Os Duelistas; prt: O Duelo) é um filme britânico de guerra lançado em 1977 que marca a estreia do diretor Ridley Scott.

## Sinopse
No começo do século 19, dois soldados do exercito francês iniciam um jogo de gato e rato envolvendo intrigas políticas em nome de sua "honra".

## Elenco
- Keith Carradine...D'Hubert
- Harvey Keitel...Feraud
- Albert Finney...Fouche
- Edward Fox...Colonel
- Cristina Raines...Adele